# Vocation
Au sens étymologique, la vocation est un appel (latin vocare, appeler). Il a longtemps désigné l'appel à s'engager dans une vie religieuse (prêtrise, vie monacale, etc.). Le concept s'enracine dans la Bible et est corrélatif au thème de l'écoute. Aujourd'hui ce mot est utilisé dans un sens plus large pour désigner l'appel que peuvent ressentir des personnes à une mission particulière : humanitaire, professionnelle, spirituelle, scientifique, etc, qui donne un sens à la vie. 
Au pluriel, ce mot désigne le nombre de prétendants à la vie religieuse, et notamment à la prêtrise.

## Vocations religieuses

### Pour le christianisme
Les Églises chrétiennes ont toujours fait appel aux vocations pour assurer la diffusion de la Parole de Dieu (contenue dans la Bible) : pasteurs, diacres, prêtres, évêques, religieuses, Laïc consacré, etc.
La vocation est comprise comme un appel divin : Dieu suscite lui-même les vocations à travers les prières des fidèles. À ce titre, la vocation se rapproche d'une expérience spirituelle, et peut se rattacher à un éveil spirituel. En particulier, l'adoration perpétuelle est conçue comme un moyen de susciter les vocations.
Le mariage, la famille et le baptême sont aussi appelées des vocations.
Dans la foi chrétienne, la vocation est un appel envoyé par Dieu au croyant. Celui-ci peut faire le choix de se conformer à cet appel ou non.
Moïse est montré en exemple dans le livre de l'Exode (Ex 3, 6 à 7, 5), comme recevant une vocation du Seigneur, cette vocation étant la mission de libérer son peuple prisonnier en Egypte. Dieu donne à Moïse une vocation, qui est aussi un nom nouveau, comme il le fait avec chacun des personnages bibliques lors de leur envoi en mission (Abram devient Abraham, Simon devient Pierre, ...)

#### Situation contemporaine en Europe
Depuis la deuxième moitié du XXe siècle, le nombre de vocations en Europe a chuté, entraînant un vieillissement de la population des pasteurs de ces Églises et des difficultés pour assurer les services traditionnels : célébrations, baptêmes, catéchisme, etc. Les Églises issues de la Réforme (protestantisme) en Europe sont aussi touchées.

#### Sur les autres continents
Les Églises réformées semblent toujours dynamiques, aux États-Unis, et sur les continents "neufs".

### Le cas du catholicisme
Le caractère centralisé et antique de l'Église catholique favorise une vision plus précise sur les vocations en tant que phénomène culturel.
Il y a un impact de l'évolution démographique mondiale, avec une plus forte croissance dans les pays du Tiers monde.
Si le nombre de prêtres a effectivement fortement baissé en Europe, le nombre de diacres permanents a, lui, très fortement augmenté.

#### Statistiques mondiales
Selon les statistiques publiées par le Vatican, le nombre de séminaristes dans le monde a augmenté de 79,96 % entre 1978 et 2004 et atteint le chiffre d'environ 116 000 en 2009. Cette augmentation est essentiellement due aux continents africain, américain, et asiatique. L'Afrique est le continent le plus dynamique sur le plan des vocations (+6 % de séminaristes en 2004). En Europe, le nombre de séminaristes a diminué entre 1978 et 2004 de 2,15 %.
Ce chiffre est à rapprocher de l'augmentation du nombre de catholiques (+ 45 % dans le monde toujours due aux mêmes continents), parallèle à l'augmentation de la population mondiale sur la même période.
Pendant la même période, le nombre de diacres permanents dans le monde est passé de 5500 à 32000.
Entre 2000 et 2008, le nombre d'étudiants et de séminaristes, diocésains comme religieux, dans le monde est passé de 110 583 à 117 024, soit une augmentation de 5,8 %.

### Crise de transmission en Europe
Selon le service national des vocations de l'Église catholique en France, la crise des vocations, dont on a vu qu'elle concerne surtout l'Europe, a été renforcée par une rupture de transmission qui serait due à l'infidélité d'une génération qui n'aurait pas transmis ses valeurs et sa foi à la génération suivante. Le développement de la scolarisation et des études aurait entraîné une disqualification de l'expérience des anciens. Cette crise de transmission se traduit par une perte des points de repère éthiques, philosophiques, politiques et religieux, et par une perte de confiance dans les institutions et leurs représentants. Par conséquent, la crise des vocations dans les pays européens dépasse largement le cadre strictement religieux pour être une crise plus générale de transmission de valeurs.

## Vocations professionnelles
De nombreux chercheurs ont tenté de comprendre, comment chacun d'entre nous se dirige vers telle ou telle profession. Les références théoriques soutenant les conseillers en vocations professionnelles s'appuient sur diverses théories.

### Les théories
- Les théories du développement de la personnalité
  - La théorie psycho-sexuelle de Sigmund Freud sur les étapes du développement de la personnalité
  - La théorie de Erik Erikson sur le développement de la personnalité
- Les théories du développement de carrière
  - La théorie de développement de Donald Super. Il découpe la durée de vie en cinq étapes
  - La théorie de Linda Gottfredson examine les variations dans les anticipations en vocations en se basant sur les critères du sexe, de la race et de la classe sociale.
  - La théorie heuristique de John L. Holland
  - La théorie des besoins de Anne Roe
  - La théorie de Ginzberz
  - La théorie composite de Hoppock
  - La théorie du développement de carrière de Tiedeman et O'Hara

## «Vocation» agricole d’un sol, terrain ou région
Au milieu du XXe siècle, de nombreux documents tant scientifiques qu’administratifs faisaient référence à la « vocation » d’un sol, d’un terrain, d’une petite région naturelle. Par exemple, en France, la circulaire du 1er février 1947 précise qu'il devra être tenu « le plus grand compte de la vocation agricole des régions naturelles » de chaque département, « la mise à profit de leurs aptitudes étant une condition indispensable de la réduction des prix de revient ».
Ce terme a été employé dans des acceptions très différentes : pour les uns, la vocation (au singulier) d’un milieu naturel est le « climax », c’est-à-dire la végétation naturelle non modifiée par l'homme. Dans un sens opposé, la vocation résulte d’une décision politique : dans le vocabulaire administratif de plusieurs pays, des terrains sont dits « à vocation » de tel usage, lorsqu’en changer l’utilisation exige l’autorisation des autorités administratives, voire la modification d’une loi. Dans une troisième acception, la vocation est un simple constat : ce à quoi est (ou était, dans les textes écrits par des historiens ou des archéologues) utilisé un terrain à un moment donné. Dans une autre acception très large, vocation est l’une des choses à quoi peut être utilisé un terrain…
Pour d'autres enfin, la « vocation » est ce à quoi le « milieu naturel » destine un terrain, et à quoi il devrait donc être utilisé. Correspondant à l’étymologie religieuse du mot et à son caractère unique et définitif, cette acception est celle qui pose le plus problème sur le fond : peut-on dire qu’un terrain a une vocation « naturelle » unique et définitive, indépendante de l’état de la société et des techniques ? D’où le rapide abandon de cette notion technocratique par les milieux scientifiques, qui préfèrent employer les notions d’aptitudes et de potentialités..